# مارك إنغرام جونيور
مارك إنغرام جونيور (بالإنجليزية: Mark Ingram) هو لاعب كرة قدم أمريكية أمريكي، ولد في 21 ديسمبر 1989 في هاكينساك في الولايات المتحدة.

## وصلات خارجية
- مارك إنغرام جونيور على موقع إي إس بي إن.كوم (أن.أف.أل)3
- مارك إنغرام جونيور على موقع مرجع كرة القدم المحترفة.كوم (الإنجليزية)